# Байков, Владимир Викторович
Влади́мир Ви́кторович Байко́в (род. 30 июля 1974 года) — российский оперный певец.

## Биография
Родился 30 июля 1974 года в Москве.

### Образование
Владимир Байков учился в Российском химико-технологическом университете имени Д. И. Менделеева с 1991 по 1997 годы. В 1997 году он закончил университет с отличием. В 1999 году он
закончил аспирантуру (кафедра кибернетики химико-технологических процессов).
С 1992 по 1996 годы Владимир учился на вокальном отделении Музыкальной школы имени С. С. Прокофьева у Елизаветы Стефановны Новиковой.
С 1996 по 2001 годы он продолжал обучение на отделении сольного пения в Московской Государственной консерватории им.
П. И. Чайковского в классе профессора Петра Ильича Скусниченко. Там же он закончил аспирантуру в 2003 году.
С 1999 по 2006 годы он также занимался с профессором Евгением Нестеренко и принимал участие в мастер-классах различных известных музыкантов.
Среди них были мастер-классы Пааты Бурчуладзе, Галины Вишневской, Мстислава Ростроповича, Зубина Мета, Курта Видмера, Густава Куна, Пeтера Штайна.

### Оперная карьера
С 1993 года Владимир Байков начал выступать в спектаклях и концертах Оперного театра-студии имени С. С. Прокофьева. С 1998 по 2001 год он работал в
Московском академическом музыкальном театре им. Станиславского и Немировича — Данченко, а также в ГБУК Москонцерт с 1998 по 2005 годы и
снова с 2019 года. С 2002 по 2004 годы он был солистом Центра оперного пения Галины Вишневской.
В период с 2004 по 2007 годы он работал в Оперном театре в Санкт-Галлене в Швейцарии. С 2006 по 2008 годы он был солистом оперы в Бонне, Германия. С 2013 по 2015 годы он работал в московском
театре «Новая опера», а с 2015 по 2019 годы в Гамбургской государственной опере в Германии. В сезонах 2018/2019 и 2020/2021 годов он работал в Лейпцигской опере. С 2021 года он работает как приглашенный солист в Большом театре.
В разные годы выступал на сценах театров: Мариинский театр (Санкт-Петербург, историческая сцена и «Мариинский-2»), Нидерландская опера (Амстердам, Нидерланды), Английская национальная опера (Лондон, Великобритания), Театр Елисейских Полей в Париже, фестивальный театр Экс-ан-Прованса, Театр «Колон» (Буэнос-Айрес, Аргентина), Королевская опера «Ла Моннэ» (Брюссель, Бельгия), Опера Влаамси (Антверпен/Гент, Бельгия), «Лисео» (Барселона, Испания), Театр-ан-дер-Вин (Вена, Австрия), Большой театр Варшавы (Польша), «Театр Реджо» (Турин, Италия), Театр «Сан-Карлуш» (Лиссабон, Португалия), Финская национальная опера (Хельсинки, Финляндия), Новая Израильская опера (Тель-Авив, Израиль), Лейпцигская опера, оперные театры Бонна, Маннхайма, Эссена, Дармштадта, Магдебурга, Инсбрука, Кана, Руана, старая и новая сцены Людвигсбургского фестиваля (Германия), а также Фестшпильхаус и Пассионхаус Тирольского фестиваля в Эрле (Австрия).
Сотрудничал с такими дирижёрами, как Геннадий Рождественский, Валерий Гергиев, Кент Нагано, Паоло Кариньяни, Даниэле Каллегари, Юстус Франц, Густав Кун, Кирилл Петренко, Дмитрий Юровский, Теодор Курентзис, Яп ван Зведен, Рейнберт де Леу, Саулюс Сондецкис, Борис Певзнер, Александр Рудин, Василий Синайский, Джанандреа Нозеда, Хартмут Хэнхен, Ян Латам-Кёниг, Туган Сохиев, Юрий Башмет, Михаил Татарников, Лейф Сегерстам, Микко Франк, Вольдемар Нельсон, Казуши Оно, Айра Левин, Юрий Кочнев, Александр Анисимов, Мартин Браббинс, Антонелло Аллеманди, Виталий Катаев, Эдуард Топчян, Арам Гарабекян, Константин Орбелян, Серж Смбатян, Бруно Вайль, Роман Кофман, Михал Клауза, Артём Гришанин, Евгений Хохлов и др.
Сотрудничество с режиссёрами: Борис Покровский, Александр Титель, Андрей Кончаловский, Юрий Александров, Джанкарло дель Монако, Роберт Карсен, Йоханнес Шааф, Вера Немирова, Тони Палмер, Роберт Уилсон, Клаус Михаэль Грюбер, Саймон Мак Бёрни, Стивен Лоулесс, Карлос Вагнер, Пьер Ауди, Якоб Петерс-Мессер, Сильвиу Пуркарете, Стефано Пода.

## Репертуар

### Партии оперного репертуара
- Вотан («Золото Рейна»),
- Вотан («Валькирия» Вагнера),
- Странник («Зигфрид» Вагнера),
- Гунтер («Гибель богов» Вагнера),
- Летучий Голландец («Летучий Голландец» Вагнера)[10],
- Клингзор («Парсифаль» Вагнера),
- Котнер («Нюрнбергские мейстерзингеры» Вагнера),
- Доннер («Золото Рейна» Вагнера),
- Глашатай («Лоэнгрин» Вагнера),
- Каспар («Вольный стрелок» Вебера),
- Иоканаан («Саломея» Р.Штрауса),
- Петер («Гензель и Гретель» Хумпердинка)[11],
- Борис Годунов («Борис Годунов» Мусоргского),
- Пимен («Борис Годунов» Мусоргского),
- Варлаам («Борис Годунов» Мусоргского),
- Рангони («Борис Годунов» Мусоргского),
- Черевик («Сорочинская ярмарка» Мусоргского),
- Сальери («Моцарт и Сальери» Римского-Корсакова),
- Царь Салтан («Сказка о царе Салтане» Римского-Корсакова),
- Князь Игорь («Князь Игорь» Бородина),
- Томский («Пиковая дама» Чайковского),
- Рупрехт («Огненный ангел» Прокофьева),
- Алеко («Алеко» Рахманинова),
- Ланчотто («Франческа да Римини» Рахманинова),
- Водяной («Русалка» Дворжака),
- Мефистофель («Фауст» Гуно),
- Эскамильо («Кармен» Бизе),
- Герцог Синяя Борода («Замок герцога Синяя Борода» Бартока),
- Дон Сильва («Эрнани» Верди),
- Лепорелло («Дон Жуан» Моцарта),
- Фигаро («Свадьба Фигаро» Моцарта),
- Юрий Живаго («Доктор Живаго», опера Антона Лубченко) — первый исполнитель, участник мировой премьеры,
- Фельдмаршал Борис Петрович Шереметев («Белгородский полк. Засечная черта», опера Николая Бирюкова) — первый исполнитель[12],
- Оровезо («Норма» Беллини),
- Коллин («Богема» Пуччини),
- Тимур («Турандот» Пуччини),
- Руслан («Руслан и Людмила» Глинки),
- Мендоза («Обручение в монастыре» Прокофьева),
- Старый Каторжник («Леди Макбет Мценского уезда» Шостаковича),
- Рогожин («Идиот» Вайнберга)[13],
- Иван Грозный («Псковитянка» Римского-Корсакова)[14][15][16]

### Партии ораториального репертуара
Владимир Байков выступал как ораториальный и концертный певец на многих престижных сценах по всему миру. Он выступал в Барбикан-Холле в Лондоне, Берлинской, Мюнхенской и Кёльнской филармониях, Старой опере во Франкфурте-на-Майне, Концертхаусе в Берлине, Концертхаусе в Дортмунде, а также в концертных залах в Амстердаме, Брюсселе, Будапеште, Лиссабоне, Нанте, Тайбэе, Токио, Киото, Такаматсу и многих других городах. Он также выступал в залах Московской консерватории, Московского Кремля, Московского Дома Музыки, Глазуновского зала Петербургской консерватории, а также в консерваториях и филармониях в Саратове, Твери, Минске, Курске, Тамбове, Ростове, Самаре, Смоленске, Белгороде, Вятке, Вологде, Ереване, Сургуте, Владивостоке, Тюмени, Тобольске, Пензе, Таллине, Тарту, Пярну и других городах.
- И.-С.Бах — Страсти по Матфею
- И.-С.Бах — Страсти по Иоанну
- И.-С.Бах — Месса си минор
- И.-С.Бах — Кантата No 82
- И.-С.Бах — Кантата No 173
- И.-С.Бах — Магнификат
- В.-Ф.Бах — Кантата «Es ist eine Stimme eines Predigers in der Wüste»
- Берлиоз — «Ромео и Юлия» (партия отца Лоренцо)
- Бетховен — Симфония No9
- Бетховен — Кантата на смерть кайзера Йозефа
- Брамс — Немецкий реквием
- Верди — Реквием
- Гайдн — Сотворение мира (партии Рафаэля и Адама)
- Гайдн — Месса святого Николая
- Гайдн — Нельсон-месса
- ван Гилсе Ян — Месса Жизни (Eine Lebensmesse) — записана на CD (Утрехт)
- Гласс Филипп — Симфония No5
- Мендельсон — оратория «Илия» — записана на СД (Москва)
- Моцарт — Коронационная месса
- Моцарт — Месса до-минор
- Моцарт — Реквием
- Мясковский — кантата «Киров с нами»
- Рахманинов — «Весна»
- Рахманинов — «Колокола»
- Сальери — Реквием
- Сен-Санс — Рождественская оратория
- Свиридов — «Патетическая оратория»
- Свиридов — кантата «Светлый гость»
- Форе — Реквием
- Шёнберг — «Песни Гурре» (партия Крестьянина)
- Шостакович — Симфония No13
- Шостакович — Симфония No14
- Шостакович — «Песнь о лесах»
- Шостакович — «Казнь Степана Разина»
- Шпор — оратория «Die letzten Dinge» (записана на CD)
- Шуберт — Stabat Mater D383
- Яначек — Глаголическая месса
- Танеев «По прочтении псалма»

### Камерный репертуар
В репертуаре камерной музыки встречаются композиции различных русских, немецких, французских, чешских, скандинавских и английских композиторов. Особое внимание уделяется циклам композиторов,
таких как Шуберт («Прекрасная мельничиха» и «Зимний путь»), Шуман («Любовь поэта»), Дворжак («Цыганские песни»), Вагнер (Песни на слова Матильды Везендонк), Лист (Сонеты Петрарки), Мусоргский («Песни и пляски смерти» и «Без солнца»), Шостакович («Песни Шута» и «Сюита на слова Микеланджело») и Свиридов. Кроме Свиридова и Шостаковича, большое внимание уделяется романсам и песням Балакирева, Римского-Корсакова, Бородина, Мусоргского, Чайковского, Рахманинова, Прокофьева, Глиэра, Метнера, а также вокальным циклам Мясковского.
В период с 2011 по 2015 годы музыкант принимал участие в цикле концертов «Все камерные вокальные произведения Свиридова» вместе с народным артистом СССР Владиславом Пьявко и заслуженной артисткой России Еленой Савельевой на фортепиано. В рамках этого цикла были исполнены вокальные поэмы «Петербург», «Страна отцов» (совместно с В. Пьявко; первое исполнение в Москве и первое исполнение
после 1953 года), вокальные циклы «Отчалившая Русь», «Шесть романсов на слова Пушкина», «Восемь романсов на слова Лермонтова», «Петербургские песни», «Слободская лирика» (совместно с В. Пьявко),
«У меня отец — крестьянин» (совместно с В. Пьявко). Также вместе с В. И. Пьявко и Е. П. Савельевой состоялась мировая премьера версии «Поэмы памяти Сергея Есенина» в авторском переложении для тенора, баса и фортепиано.
Поэма «Отчалившая Русь» была исполнена с оркестрами народных инструментов, такими как Красноярский имени Бардина, Курский имени Гридина и Смоленский имени Дубровского.
В сезоне 2021/2022 годов циклы Свиридова «Песни на слова Роберта Бёрнса», «Слободская лирика» (сольная версия), «Отчалившая Русь» и «Страна отцов» были исполнены в разных городах России.
В 2011—2015 годах участвовал в цикле концертов «Все камерные вокальные произведения Свиридова» (авторский абонемент Елены Савельевой в Московской консерватории) совместно с народным артистом СССР Владиславом Пьявко и заслуженной артисткой России Еленой Савельевой (фортепиано). В рамках цикла исполнено множество песен Свиридова на слова разных поэтов, также исполнены вокальные поэмы «Петербург», «Страна отцов» (совместно с В.Пьявко; первое исполнение в Москве и первое исполнение после 1953 года), вокальные циклы «Отчалившая Русь», «Шесть романсов на слова Пушкина», «Восемь романсов на слова Лермонтова», «Петербургские песни», «Слободская лирика» (совместно с В.Пьявко), «У меня отец крестьянин» (совместно с В.Пьявко). Также совместно с Владиславом Пьявко и Еленой Савельевой осуществил мировую премьеру авторской версии «Поэмы памяти Есенина» Георгия Свиридова для тенора, баса и фортепиано.
Среди постоянных партнёров-пианистов — Михаил Аркадьев, Елена Савельева, Яков Кацнельсон, Станислав Дяченко, Андрей Шибко, Марина Белашук, Иван Кощеев.
Владимир Байков — участник мировых премьер нескольких произведений:
- Первый исполнитель вокальной поэмы Георгия Свиридова «Петербург» в оркестровой версии Владимира Генина (январь 2008, Владивосток, дирижёр — Михаил Аркадьев).
- Первый исполнитель вокального цикла «Солнце духа» Сергея Левина на стихи Николая Гумилёва (ноябрь 2014, Дом Композиторов, Москва, партия фортепиано — Яков Кацнельсон).
- Первый исполнитель (совместно с Владиславом Пьявко и Еленой Савельевой) авторской версии «Поэмы памяти Есенина» Георгия Свиридова для тенора, баса и фортепиано (февраль 2014, Рахманиновский зал Московской консерватории).
- Первый исполнитель партии Юрия Живаго в опере Антона Лубченко «Доктор Живаго» (январь 2015, Регенсбург, Германия, дирижёр — Антон Лубченко).
- Первый исполнитель песни Георгия Свиридова «Невечерний Свет» на слова Николая Клюева (декабрь 2015, Большой зал Московской консерватории, партия фортепиано — Елена Савельева).
- Первый исполнитель сольной версии песни Георгия Свиридова «Привет, Россия» на слова Николая Рубцова (февраль 2016, Камерный зал Московской филармонии, партия фортепиано — Елена Савельева).

Сотрудничает с мемориальными усадьбами Рахманинова в Ивановке (Тамбовская область) и Мусоргского в Карево-Наумово (Псковская область).

## Награды
- 1997 год — лауреат (1-я премия) Всероссийского студенческого конкурса вокалистов «Bella voce».
- 1998 год — диплом «За лучшее исполнение современной музыки» на Международном конкурсе имени Н. А. Римского-Корсакова в Санкт-Петербурге.
- 1999 год (август) — лауреат (2-я премия) Международного вокального конкурса имени М.Хелин в Хельсинки (в жюри — Том Краузе, Грейс Бамбри, Евгений Нестеренко, Луиджи Альва, Илеана Которубас, Джоан Сазерленд, Биргит Нильсон, Тереза Жилис-Гара и др.); приглашение в Финскую национальную оперу на несколько спектаклей в опере Пуччини «Богема» (партия Коллена).
- 1999 год (октябрь) — финалист и диплом на Международном вокальном конкурсе «Новые голоса» в Германии.
- 2001 год (март) — лауреат (3-я премия, 1 и 2 премии не присуждались) конкурса Марии Каллас в разделе «Oratorio/Lied» в Афинах[19] (в жюри — Г.Яновиц, И.Архипова, Д.Сазерленд, И.Котрубас, П.Монтарсоло, Аня Силья).
- 2001 год (июль) — финалист и диплом на Международном вокальном конкурсе «Hans Galor Belvedere» в Вене.
- 2001 год (декабрь) — лауреат (2-я премия) и 2 специальных приза на Всероссийском вокальном конкурсе имени Г. В. Свиридова в Курске (в жюри — И.Архипова, М.Биешу, А.Ведерников, В.Пьявко и другие).
- 2003 год (август) — лауреат (3-я премия) (единственный из певцов-мужчин) Международный конкурса королевы Сони в Норвегии (Осло)[20] (в жюри — Криста Людвиг, Том Краузе, Луиджи Альва, Ингрид Бьонер).
- 2004 год (апрель) — лауреат премии Фонда Ирины Архиповой.
- 2004 год (май) — лауреат-финалист на Международном конкурсе имени Королевы Елизаветы в Брюсселе[21] и контракт на партию Бориса Годунова в брюссельской опере «Ла Моннэ» (в жюри — Джоан Сазерленд, Мартина Арройо, Райна Кабайванска, Евгений Нестеренко, Жозе Ван Дам, Грейс Бамбри).
- 2010 год (август) — стипендиат Вагнеровского общества Германии.

## Фестивали
Постоянный участник фестивалей «Ирина Архипова представляет», «Басы XXI века», «Собиновский фестиваль». В разные годы участвовал в фестивалях «Памяти Олега Кагана» в Кройте (Германия),
«Русские дни» в Нанте (Франция) и Лиссабоне (Португалия), «Лауреатские дни Кати Поповой» в Плевене (Болгария), Международном студенческом фестивале в Киото,
фестивале «Due Mondi» в Сполето (Италия), «Rheingau Musik Festival» (Германия), фестивале «Памяти Ф. И. Шаляпина» в Крыму.
В 1999—2001 годах регулярно выступал с сольными камерными программами и давал мастер-классы по сольному пению и актёрскому мастерству в Японии (Токио, Киото, Такамацу, Мацуяма).
В ноябре 2014 года, в зале Московского дома композиторов, на фестивале «Московская осень» вместе с пианистом Яковом Кацнельсоном представил вокальный цикл Сергея Левина на слова
Николая Гумилёва «Солнце духа» (мировая премьера). С 2014 года регулярно принимает участие в Тирольском фестивале в Эрле (Австрия). В ноябре 2017 года принял участие в
Пятом международном фестивале имени Арама Хачатуряна в Ереване, исполнив 13-ю симфонию Д. Д. Шостаковича (первое исполнение в Армении). Член жюри музыкального форума «Золотой Витязь» (2021).

### Автобиографические книги
- Каракозова Ирина. «Полёта вольное упорство.» Владимир Байков о музыке и музыкантах (Авторский проект. Об оперных певцах с любовью.) Самара. Изд. ц. «Гарц». — 2015 г. — 132с., ил.
  - Каракозова Ирина. «Полёта вольное упорство.» Владимир Байков о музыке и музыкантах (Авторский проект. Об оперных певцах с любовью.) Изд-е 2-е, дополненное. Самара. Изд. ц. «Гарц». — 2016 г. — 188с., ил.
- Байков Владимир. «Ускользающая гармония». С-Птб-Самара. Изд. ц. «Гарц». — 2017 г. — 156с., ил.

### Книги
- Соавтор двухтомных мемуаров Евгения Нестеренко «Записки русского баса» (Москва, Фонд Евгения Нестеренко, 2011)
- Знакомые лица в истории Менделеевского университета / Автор-составитель Л. М. Сулименко; Под общ. ред. П. Д. Саркисова. — М.: РХТУ им. Д. И. Менделеева, 2005. — 244 с., ил.